# LDMX
The Light Dark Matter eXperiment är ett planerat fysikaliskt experiment.
Med experimentet ska följande fråga besvaras: Är den mörka materians beståndsdelar i samma massområde som den kända materians beståndsdelar?
Inflytandet av mörk materia observerades redan 1930 av Knut Lundmark vid Lunds universitet, som visade att det krävs ”dunkle Materie” för att förstå galaxer. Idag ser vi effekter från mörk materia från de allra största kosmologiska skalor ner till dvärggalaxer. 85% av universums materia består av mörk materia, trots detta är det okänt vad mörk materia består av.
Astronomiska observationer ger inte information om den mörka materians beståndsdelar, men om vi gör det mest naturliga antagandet om dess ursprung – en produkt av materiejämvikt i det heta tidiga universum – så begränsas beståndsdelarnas massa mellan ungefär elektronens massa och ca tio gånger blyatomens massa.
Övre delen av massområdet utforskas brett, men eftersökningarna har ännu inte gett resultat. Nedre delen av massområdet där de flesta beståndsdelar för den kända materian finns, är outforskat. LDMX kommer ha en unik känslighet i detta området.
Om där är en växelverkan mellan lätt mörk materia och den kända materian - vilket där måste vara om den mörka materians ursprung är från termisk jämvikt med den kända materian i det tidiga universum - då måste där också finnas en produktionsmekanism för ett acceleratorbaserat experiment. LDMX bygger på detta och föreslås av forskare i USA tillsammans med Lunds universitet. Experimentet planeras vid SLAC/Stanford och får många storleksordningar bättre känslighet för lätt mörk materia än något annat experiment. Möjligheten att genomföra experimentet i en andra fas vid CERN undersöks också.
Det svenska engagemanget i LDMX är en del av Wallenbergprojektet Light Dark Matter.